# 15231 Едіта
15231 Едіта (15231 Ehdita) — астероїд головного поясу, відкритий 4 вересня 1987 року.
Тіссеранів параметр щодо Юпітера — 2,972.